# Johannes Koerbagh
Johannes Koerbagh (Amsterdam, 1634 – Amsterdam, 1672) è stato un filosofo olandese, noto per essere il fratello minore di Adriaen Koerbagh e membro del circolo di amici di Spinoza durante il periodo trascorso ad Amsterdam (il cosiddetto Amsterdamse Spinoza Kring).

## Biografia
Johannes Koerbagh conservò un album amicorum di Spinoza, non pervenuto fino all'età moderna. Durante i suoi studi e dopo la sua morte fu messa all'asta la sua vasta biblioteca di cui è noto il catalogo. I due fratelli studiarono all'Università di Utrecht dove Adrian entrò in contatto con la filosofia cartesiana, Franeker e di Leida. Il solo Johannes perfezionò gli studi anche all'Università di Groninga e nel 1664 conseguì il dottorato in teologia a quella di Franeker. 
Sebbene Johannes non abbia mai reso note le proprie idee, dai verbali del consiglio della Chiesa di Amsterdam risulta che difese pubblicamente le idee principali dei testi pubblicati dai due fratelli già nel 1666, due anni prima che Adriaen li desse alle stampe. Nel 1668 i fratelli Koerbagh furono arrestati con l'accusa di empietà. Johannes fu rilasciato per insufficienza di prove. Dopo la condanna a morte di Adriaen, Johannes continuò a fare regolari apparizioni pubbliche per i restanti tre anni della sua vita, in particolare come uno degli oratori principali delle assemblee dei Collegianti. Inoltre, ebbero legami intellettuali duraturi soprattutto con Abraham Van Berckel (il suo amico più stretto, che nel 1665 e nel 1667 aveva pubblicato la prima traduzione in olandese rispettivamente della Religio Medici di Thomas Browne e del Leviatano di Hobbes, quest' ultimo presso l'editore Jacob Wagenaar di Amsterdam), Johannes Bouwmeester e
Lodewijk Meyer.